# Catedral de San Francisco Javier (Agartala)
La Catedral de San Francisco Javier o simplemente Catedral de Agartala es un templo de la Iglesia católica que sirve como la sede episcopal de la diócesis de Agartala que se encuentra en la ciudad de Agartala, en el estado de Tripura, al norte del país asiático de la India.
Iniciada en octubre de 2010, con un proyecto que consistió en una construcción proyectada para tres años, se completó dos años más tarde, en septiembre del año 2015, en parte debido a las características especiales para resistir a terremotos lo que implicó un trabajo adicional en la construcción de los cimientos.
El templo es de estilo contemporáneo influenciado por las formas locales, especialmente en la cubierta
El interior de la iglesia es de una nave con pasillos laterales y balcones en la parte superior y un ábside en el extremo de la nave en la que se ubica el altar mayor. Detrás del ábside esta la sacristía.